# Mglin
Mglin è una città della Russia europea sudoccidentale (Oblast' di Brjansk), situata sul fiume Sudynka, 167 km a ovest del capoluogo Brjansk; dipende amministrativamente dal distretto omonimo, del quale è capoluogo.

## Società

### Evoluzione demografica
Fonte: mojgorod.ru
- 1897: 7.600
- 1939: 7.300
- 1959: 5.700
- 1979: 6.500
- 1989: 7.700
- 2007: 8.200